# شهرستان شهرضا
شهرستان شهرِضا یکی از شهرستان‌های استان اصفهان است. مرکز این شهرستان، شهرضا است. این شهر به یونانچه ایران و شهر سفال و سرامیک معروف است.

## مشاهیر
از مشاهیر شهرضا می‌توان به شهید ابراهیم همت، حاج میرزا خلیل‌الله همت، حاج علی قمشه ای (ازبازرگان و خیران بزرگ عصر صفوی)، آیت الله سید حسن مدرس، حسین الهی قمشه‌ای، مهدی الهی قمشه‌ای، آقا محمد رضا صهبای قمشه‌ای (حکیم صهبا)، علی صهبا (از شخصیت های برجسته فرهنگ شهرضا)، نادر صهبا (شاعر و نویسنده)، استاد غلامرضا طاهر. پروفسور ولی اله طحانی (پدر علم منطق فازی در ایران)، دکتر حسین طاهر، دکتر نهضت، مهندس فضل‌الله طاهرحکیم نصرالله، حکیم ابوالمعارف محمد علی زاهد شهرضایی، حکیم اسدالله شهرضایی، آیت الله العظمی اسماعیل پور، حاج شیخ عبدالرحیم ملکیان (ناصح قمشه‌ای)، ملا محمد هادی فرزانه (حکیم فرزانه)، دکتر محمد حسین سرایی (استاد دانشگاه صنعتی اصفهان)، محمد رحیمیان (استاد ورئیس اسبق دانشگاه تهران)، پروفسور نواب (استاد برق و کامپیوتر)، پروفسور حبیب‌الله هدایت (پدر علم تغذیه در ایران)، دکتر حسین نواب (بنیانگذار دندانپزشکی نوین در ایران)، حجت الاسلام حیدر مصلحی (وزیر اطلاعات دولت دهم)، دکتر هما امامزاده (نخستین پزشک زن ایرانی، سوربون فرانسه ۱۳۱۵ خورشیدی)، حاج آقا آرش صدری (بنیانگذار حدیث شناختی نوین در ایران و طراح تونل آبشار)، پروفسور دکتر محمد حسین سرائی، دکتر مرتضی قلی خان کیان، شادروان استاد حاج حسن ناظم، شادروان علی اکبر زمان زاد شاعر طنز پرداز متخلص به (خارکن)، مصطفی اسماعیلی متخلص به (سینا)، حکیم حاج عباسعلی انصاری مهیاری، خلیل‌الله شریفانی متخلص به (ندیم)، دکتر خلیل خان سپهر، استاد محمد علی بهرامی مشهور به (دبیر بهرامی)، حجت الاسلام و المسلمین حاج غدیر علی ممیز، حجت الاسلام حاج شیخ نعمت‌الله جعفری، دکتر خلیل رفاهی، پروفسور دکتر ابوالقاسم سری، حسین شکوه (مدیر روزنامه شکوه شهرضا)، حجت الاسلام حاج سید علی حجازی، آیت الله حاج سید مهدی حجازی، حجت الاسلام عظیمی، استاد دکتر نصرالله شاملی (پژوهشگر علوم قرآنی)، استاد مصطفی منصف، استاد حمزه پژوهنده، استادمسیح اله جمالی، دکتر نورالله کسایی، دکتر مرتضی الهی قمشه ای و پروفسور پرویز ولندانی و دکتر مجید نادری تنها راهنمای گردشگری بین‌المللی ایران به شش زبان اشاره کرد.
از دیدنی‌های این شهر می‌توان به امامزاده شاه‌رضا اشاره کرد که برادر علی بن موسی الرضا عنوان می‌شود می‌باشد.

## جغرافیا
این شهرستان در طول جغرافیایی ۵۱ درجه و۵۲ دقیقه شرقی و عرض جغرافیایی: ۳۲ درجه و۱ دقیقه شمالی واقع شده است و مساحت آن به ۲۸۲۰ کیلومتر مربع می‌باشد.

## موقعیت جغرافیایی
شهرستان شهرضا از شمال با شهرستان اصفهان، از شمال غربی با شهرستان مبارکه، از شرق با شهرستان جرقویه، از غرب با شهرستان دهاقان و از جنوب با شهرستان سمیرم و استان فارس همسایه است.

## تقسیمات کشوری
شهرستان شهرضا دارای ۱ بخش، ۴ دهستان و ۲ شهر به شرح زیر است:

### شهرستان شهرضا
| بخش   | مرکز بخش | جمعیت بخش ۱۳۹۵ | نام دهستان | مرکز دهستان | جمعیت دهستان ۱۳۹۵ | شهر          | جمعیت شهر ۱۳۹۵        |
| ----- | -------- | -------------- | ---------- | ----------- | ----------------- | ------------ | --------------------- |
| مرکزی | شهرضا    | ۱۵۹٬۷۹۷ نفر    | اسفرجان    | اسفرجان     | ۶٬۷۶۰ نفر         | شهرضا منظریه | ۱۳۴٬۹۵۲ نفر ۷٬۱۶۴ نفر |
| مرکزی | شهرضا    | ۱۵۹٬۷۹۷ نفر    | دشت        | مهیار       | ۴٬۸۵۳ نفر         | شهرضا منظریه | ۱۳۴٬۹۵۲ نفر ۷٬۱۶۴ نفر |
| مرکزی | شهرضا    | ۱۵۹٬۷۹۷ نفر    | کهرویه     | کهرویه      | ۲٬۵۳۰ نفر         | شهرضا منظریه | ۱۳۴٬۹۵۲ نفر ۷٬۱۶۴ نفر |
| مرکزی | شهرضا    | ۱۵۹٬۷۹۷ نفر    | منظریه     | منظریه      | ۱۱٬۶۴۳ نفر        | شهرضا منظریه | ۱۳۴٬۹۵۲ نفر ۷٬۱۶۴ نفر |

## جمعیت
بنابر سرشماری مرکز آمار ایران و آمار ارائه شده توسط وبگاه رسمی فرمانداری شهرستان شهرضا، جمعیت شهرستان شهرضا در سال ۱۳۹۷ برابر با ۱۵۹٫۷۹۷ نفر بوده است.